# MangaGamer
MangaGamer is een uitgever van computerspellen die gespecialiseerd is in het vertalen van Japanse eroge en visuele romans naar het Engels. Het bedrijf wordt gerund door Japan Animation Contents.

## Ontstaan
Vanaf the oprichting had MangaGamer als doel om Japanse eroge te publiceren buiten Japan. Hiroshi Takeuchi, bestuursvoorzitter van het Japanse bedrijf Overdrive, overtuigde meerdere Japanse eroge-bedrijven (Tarte, Nexton, Circus) om samen te werken.
De eerste spellen die MangaGamer publiceerde waren voornamelijk werken van de bedrijven die hielpen met de oprichting. De vertaling werd gedaan in Japan zelf. Na kritiek van fans werd er besloten dat een internationaal team van Engelse moedertaalsprekers de vertaling zou doen.

## Samenwerking met onofficiële vertalingen
MangaGamer is gekend om samen te werken met groepen die onofficiële vertalingen hebben gemaakt van visuele romans. Door middel van besprekingen met de oorspronkelijk makers, kan men de vertalingen officieel uitbrengen, zoals Kara no Shoujo en Ef: A Fairy Tale of the Two.

## Distributie
Oorspronkelijk verkocht MangaGamer alleen digitaal en tegenwoordig blijft het nog steeds hun primaire inkomstenbron. Tijdens Anime Expo 2010 en Otakon 2010 werden er fysieke edities verkocht van de Higurashi When They Cry-serie en Kira Kira All-Ages. Later werden ze verkocht door HimeyaShop en Hendane!.com.
In januari 2011 verkocht MangaGamer fysieke edities van Da Capo Limited Edition in samenwerking met Hendane!.com. In juli 2011 was het vooral J-List die fysieke exemplaren van MangaGamer verkocht in Noord-Amerika, met uitzondering van Da Capo LE. Rond dezelfde tijd opende MangaGamer een eigen webshop voor fysieke exemplaren, gericht op Europese klanten.

## Productenlijst
| Engelse titel | Japanse titel | Oorspronkelijke producent |
| --- | --- | ------------------------- |
| Edelweiss | Ēderuwaisu (エーデルワイス) | Overdrive                 |
| Which girl should I choose?                                                                                      | Hinatabokko (ひなたぼっこ) | Tarte                     |
| My sex slave is a classmate                                                                                      | Boku no Mesu Hisho wa Doukyuusei (僕の牝秘書は同級生) | Liquid                    |
| Tasty Shafts | Oishii Bō ga 2-hon (美味しい棒が2本) | Psycho                    |
| Shera, My Witch                                                                                                  | Sakkyuba☆Soon! (さっきゅば☆SOON!) | Score                     |
| Da Capo | D.C. ~Da・Kāpo~ (D.C.～ダ・カーポ～) | Circus                    |
| Suika A.S+ | Suika A.S＋~SUIKA~ (水夏A.S＋~SUIKA~) | Circus & Moonstone        |
| Kira Kira | Kira☆Kira (キラ☆キラ) | Overdrive                 |
| Shuffle! | Shuffle! | Navel                     |
| Suck my dick or die!                                                                                             | Ryoujoku Gerira Gari (凌辱ゲリラ狩り) | Liquid                    |
| Higurashi When They Cry                                                                                          | Higurashi no Naku Koro ni (ひぐらしのなく頃に) | 07th Expansion            |
| Soul Link | Souru Rinku (ソウルリンク) | Navel                     |
| Sandwiched by my wife and her sister                                                                             | Shimai Don ~Shirudaku de~ (姉妹丼～汁だくで～) | Psycho                    |
| Kira Kira All-Ages Version                                                                                       | Kira☆Kira (キラ☆キラ) | Overdrive                 |
| Cosplay Alien | Kosutte Eirian -Yūwaku no Kosupure H- (コスってエイリアン -誘惑のコスプレH-)                                                                                            | Score                     |
| Higurashi When They Cry Kai "Meakashi"                                                                           | Higurashi no Naku Koro ni Kai Maekashi-hen (ひぐらしのなく頃に解 目明し編)                                                                                              | 07th Expansion            |
| Edelweiss Eiden Fantasia                                                                                         | Ēderuwaisu Eiden Fantajia (エーデルワイス 詠伝ファンタジア) | Overdrive                 |
| Higurashi When They Cry Kai "Tsumihoroboshi"                                                                     | Higurashi no Naku Koro ni Kai Tsumihoroboshi-hen (ひぐらしのなく頃に解 罪滅し編)                                                                                        | 07th Expansion            |
| Kira Kira Curtain Call                                                                                           | Kira☆Kira Kātenkōru (キラ☆キラ カーテンコール) | Overdrive                 |
| Higurashi When They Cry Kai "Minagoroshi"                                                                        | Higurashi no Naku Koro ni Kai Minagoroshi-hen (ひぐらしのなく頃に解 皆殺し編)                                                                                           | 07th Expansion            |
| Higurashi When They Cry Kai "Matsuribayashi"                                                                     | Higurashi no Naku Koro ni Kai Matsuribayashi-hen (ひぐらしのなく頃に解 祭囃し編)                                                                                        | 07th Expansion            |
| Da Capo Innocent Finale                                                                                          | D.C.I.F. ~Da・Kāpo~ Inosento Fināre (D.C.I.F.～ダ・カーポ～イノセントフィナーレ)                                                                                        | Circus                    |
| Da Capo 2 | D.C.II ~Da・KāpoII~ (D.C.II ～ダ・カーポII～) | Circus                    |
| Higurashi When They Cry Kai Bundle Pack                                                                          | Higurashi no Naku Koro ni Kai (ひぐらしのなく頃に解) | 07th Expansion            |
| Koihime Musou: A Heart-Throbbing, Maidenly Romance of the Three Kingdoms                                         | Koihime † Musō ~Doki ☆ Otome Darake no Sangokushi Engi~ (恋姫†無双～ドキッ☆乙女だらけの三国志演義～)                                                                    | BaseSon                   |
| Guilty: The SiN                                                                                                  | Zaishuu-The SiN- (罪囚-The SiN-) | Tactics                   |
| Kotori Love Ex P                                                                                                 | Kotori Love Ex P (ことり Love Ex P) | Circus                    |
| Kara no Shoujo                                                                                                   | Kara no Shōjo (殻ノ少女) | Innocent Grey             |
| We Love Master!                                                                                                  | Goshujin-sama Dāisuki (ご主人様だーいすき) | Score                     |
| Go! Go! Nippon! ~My First Trip to Japan~                                                                         | Go! Go! Nippon! (ゴー！ゴー！日本！) | Overdrive                 |
| Conquering the Queen                                                                                             | Mashō no Nie (魔将の贄) | Liquid                    |
| Harem Party | Hāremu☆Pātī (ハーレム☆パーティー) | Tactics                   |
| Deardrops | Deadoroppusu (ディアドロップス) | Overdrive                 |
| Magical Teacher: My Teacher's a Mage?                                                                            | Majikaru Tīchā Sensei wa Majo? (まじかるティーチャー 先生は魔女?) | Score                     |
| EVE burst error                                                                                                  | EVE burst error | C's Ware                  |
| Dengeki Stryker                                                                                                  | Dengeki Sutoraikā (電激ストライカー) | Overdrive                 |
| Ef: The First Tale.                                                                                              | Ef: The First Tale. | Minori                    |
| Sexy Demon Transformation                                                                                        | Kozukuri Youkai H Henka ~Otome o Okasu Hyoui Gattai~ (子作り妖怪H変化～乙女を犯す憑依合体～)                                                                            | Softhouse-Seal            |
| Boob Wars: Big Boobs vs Flat Chests                                                                              | Oppai Sensō - Kyonyū VS Hinnyū - (おっぱい戦争 -巨乳VS貧乳-) | Softhouse-Seal            |
| Otoboku - Maidens Are Falling for Me!                                                                            | Otome wa Boku ni Koishiteru (処女はお姉さまに恋してる) | Caramel Box               |
| Slave Witch April ~Sexy Magic Training~                                                                          | Reizoku no Majo April ~Injoku no Mahou Choukyou~ (隷属の魔女エイプリル～淫辱の魔法調教～)                                                                               | Aconite                   |
| SSSS: Super Secret Sexy Spy                                                                                      | Nakadashi Spy no Sounyū Sousa -Shikyū no Heiwa wa Ore ga Mamoru!- (中出しスパイの挿入捜査 -子宮の平和は俺が守る!-)                                                      | Softhouse-Seal            |
| Tick! Tack! | Tick! Tack! | Navel                     |
| Orion Heart | Orion Hāto ~Injoku no Suku Mizu Sailor Senshi~ (オリオンハート～淫辱のスク水セーラー戦士～)                                                                             | Portion                   |
| Throb! The Greatest Inventions of the Sexy Era! ~Second Science Club–A Secret Society of Love, Rage, and Sorrow~ | Todoroke Seiki no Daihatsumei Ai to Okori to Kanashimi no Himitsu Kessha Dai Ni Kagakubu (轟け性紀の大発明 愛と怒りと悲しみの秘密結社第二科学部)                        | Softhouse-Seal            |
| Harukoi Otome ~Greetings from the Maidens' Garden~                                                               | Harukoi Otome ~Otome no Sono de Gokigenyō~ (春恋＊乙女～乙女の園でごきげんよう。～)                                                                                     | BaseSon                   |
| Eroge! Sex and Games Make Sexy Games                                                                             | Eroge! ~H mo Gēmu mo Kaihatsu Zanmai~ (えろげー！～Hもゲームも開発三昧～)                                                                                               | CLOCKUP                   |
| Umineko When They Cry: Question Arcs                                                                             | Umineko no Naku Koro ni (うみねこのなく頃に) | 07th Expansion            |
| Umineko When They Cry: Answer Arcs                                                                               | Umineko no Naku Koro ni Chiru (うみねこのなく頃に散) | 07th Expansion            |
| Cum on! Bukkake Ranch! ~Rear Elementals Into Wet, Horny Girls!~                                                  | Sēeki! Bukkake Bokujō! ~Oshiru Ippai, Seirei-tachi o H ni Shiiku!~ (セーエキ！ぶっかけ牧場！ ～お汁いっぱい、精霊達をHに飼イク！～)                                     | Softhouse-Seal            |
| Ruby Striker | Ruby Striker (ルビーストライカー) | MorningStar               |
| Demon Master Chris                                                                                               | Daemon Masutā Kurisu (デーモンマスタークリス) | Nyaatrap                  |
| Touma Kojirou's Detective File -Murder at the Opera House-                                                       | Touma Kojirou no Tantei File ~Opera Za no Kaijin Satsujin Jiken~ (冬馬小次郎の探偵FILE ～オペラ座の怪人殺人事件～)                                                      | Softhouse-Seal            |
| Warrior Princess Asuka                                                                                           | Touki Reijou Asuka ~Bakunyuu Oujo ni Karamitsuku Shokushu to Slime (闘姫隷嬢 アスカ ～爆乳王女に絡みつく触手とスライム)                                                 | MorningStar               |
| Ef: The Latter Tale.                                                                                             | Ef: The Latter Tale. | Minori                    |
| Valkyrie Svia | Ikusa Otome Suvia (戦乙女スヴィア) | Black Lilith              |
| Rose Guns Days                                                                                                   | Rōzu Ganzu Deizu (ローズガンズデイズ) | 07th Expansion            |
| Higanbana no Saku Yoru ni                                                                                        | Higanbana no Saku Yoru ni (彼岸花の咲く夜に) | 07th Expansion            |
| Ultimate☆Boob Wars!! ~Big Breasts vs Flat Chests~                                                                | Zettai Saikyou ☆ Oppai Sensou!! ~Kyonyuu Oukoku vs Hinnyuu Oukoku~ (ぜったい最胸☆おっぱい戦争!! ～巨乳王国vs貧乳王国～)                                                 | Softhouse-Seal GRANDEE    |
| Chou Dengeki Stryker                                                                                             | Chou Dengeki Sutoraikā (超電激ストライカー) | Overdrive                 |
| Milles, Knight of Anal Tyranny ~Impregnated by Lusty Tentacles at the Ends of Oblivion~                          | Kougyaku no Kishi Miles -Boukyaku no Hate, Inshoku Jutai- (肛虐の騎士ミレス -忘却の果て、淫触受胎-)                                                                     | Devil-Seal                |
| Lapis Gunner | Rapisu Gannā (ラピスガンナー) | MorningStar               |
| Really? Really!                                                                                                  | Really? Really! | Navel                     |
| Hypno-training My Mother and Sister                                                                              | Oyako Saiin Chiiku ~ Konna Ore ni Uzuite Modaero! (母妹催淫恥育 ～こんな俺に疼いて悶えろ!)                                                                              | Ame no Murakumo           |
| Armored Warrior Iris                                                                                             | Soukou Kijo Iris (装甲騎女イリス) | Black Lilith              |
| Imouto Paradise!                                                                                                 | Imouto Paradise! ~Onii-chan to Go nin no Imouto no Ecchi Shimakuri na Mainichi~ (妹ぱらだいす！～お兄ちゃんと5人の妹のエッチしまくりな毎日～)                           | Moonstone Cherry          |
| Obscene Medical Records of a Married Nurse                                                                       | Hitozuma Nurse no Inraku Karte (人妻ナースの淫落カルテ) | Ame no Murakumo           |
| d2b VS DEARDROPS -Cross the Future-                                                                              | d2b VS DEARDROPS -Cross the Future- | Overdrive                 |
| Cartagra ~Affliction of the Soul~                                                                                | Cartagra ~Tsuki kurui no Yamai~ (カルタグラ～ツキ狂イノ病～) | Innocent Grey             |
| Royal Guard Melissa                                                                                              | Kokou Kishi Melissa ~Hangyaku Onna Kishi Ishukan Kanraku~ (孤高騎士メリッサ～反逆女騎士異種姦陥落～)                                                                    | MorningStar               |
| Secret Sorrow of the Siblings                                                                                    | Kyoudai Hiai ~Iya na no ni, Kanjichau~ (兄妹秘哀 ～イヤなのに、カンじちゃう～)                                                                                          | Appetite                  |
| Space Pirate Sara                                                                                                | Uchuu Kaizoku Sara (宇宙海賊サラ) | Black Lilith              |
| Eden* They Were Only Two, On The Planet                                                                          | Eden* They Were Only Two, On The Planet | Minori                    |
| No, Thank You!!!                                                                                                 | No, Thank You!!! | parade                    |
| Princess Evangile                                                                                                | Purinsesu Evanjīru (プリンセスエヴァンジール) | Moonstone                 |
| Amber Breaker | Anbā Bureikā (アンバーブレイカー) | MorningStar               |
| Forbidden Love with My Wife’s Sister                                                                             | Yome no Imouto to no Inai ~Tsuma ni Kakurete Majiwaru Otto to Gimai~ (嫁の妹との淫愛～妻に隠れて交わる夫と義妹～)                                                       | Appetite                  |
| Free Friends | Furifure (フリフレ) | Noesis                    |
| Sweet Sweat in Summer                                                                                            | Natsuiro Mikan ~Ecchi na Shōjo to Shitataru Nioi~ (夏色蜜汗 ～えっちな少女としたたる匂い～)                                                                             | Ammolite                  |
| Asuka Final Chapter                                                                                              | Touki Reijou Asuka Saihuu Shou Owarinaki Oyako Shujuu Kaizou Sanran Jigoku (闘姫隷嬢アスカ最終章 終わりなき母娘主従改造産卵地獄)                                        | MorningStar               |
| Kiss for the Petals\|A Kiss for the Petals - Remember How We Met                                                 | Sono Hanabira ni Kuchizuke o - Deatta Koro no Omoide ni (その花びらにくちづけを 出逢った頃の思い出に)                                                                   | St. Michael Girls' School |
| Go! Go! Nippon! ver.2015                                                                                         | Go! Go! Nippon! ver.2015 (ゴー！ゴー！日本！ ver.2015) | Overdrive                 |
| Kara no Shoujo: The Second Episode                                                                               | Kara no Shōjo (虚ノ少女) | Innocent Grey             |
| Euphoria | Yūforia (ユーフォリア) | CLOCKUP                   |
| Gahkthun of the Golden Lightning -What a radiant brave-                                                          | Ourai no Gahkthun -What a shining braves- (黄雷のガクトゥーン -What a shining braves-)                                                                                  | Liar-soft                 |
| Free Friends 2                                                                                                   | Furifure 2 (フリフレ2) | Noesis                    |
| Kindred Spirits on the Roof                                                                                      | Okujou no Yurirei-san (屋上の百合霊さん) | Liar-soft                 |
| Beat Blades Haruka                                                                                               | Chōkō Sennin Haruka (超昂閃忍ハルカ) | AliceSoft                 |
| Tokyo Babel | Toukyou Baberu (東京バベル) | Propeller                 |
| Ozmafia!! | Ozmafia!! | Poni-Pachet               |
| The House in Fata Morgana                                                                                        | Fata morgana no Yakata (ファタモルガーナの館) | Novectacle                |
| My Boss' Wife is My Ex                                                                                           | Joushi no Tsuma wa, Motokano Deshita ~Iyagari Nagaramo, Makura Eigyō ni Oborete Iku After 5~ (上司の妻は、元カノでした ～嫌がりながらも、枕営業に溺れていくアフター5～) | Appetite                  |
| Supipara - Alice the magical conductor. Chapter #01 - Spring Has Come!                                           | Supipara (すぴぱら) | Minori                    |
| Myth | Myth | Circletempo               |
| Himawari - The Sunflower -                                                                                       | Himawari -Pebble in the Sky- (ひまわり -Pebble in the Sky-) | Blank Note                |
| Rance 5D - The Lonely Girl & Rance VI - Collapse of Zeth                                                         | Rance 5D - Hitoribocchi no Onna no Ko - (ランス５Ｄ －ひとりぼっちの女の子－) / Rance VI - Zeth Houkai - (RanceVI -ゼス崩壊-)                                           | AliceSoft                 |
| Da Capo 3 R | D.C. III R ~Da Capo III R~ (D.C.III R ～ダ・カーポIIIアール～) | Circus                    |
| Da Capo 3 R X-Rated                                                                                              | D.C. III R ~Da Capo III R~ X-rated (D.C.III R ～ダ・カーポIIIアール～X-rated)                                                                                           | Circus                    |
| Kuroinu - Chapter 1                                                                                              | Kuroinu ~Kedakaki Seijo wa Hakudaku ni Somaru~ (黒獣～気高き聖女は白濁に染まる～)                                                                                       | Liquid                    |
| The Shadows of Pygmalion                                                                                         | Negai no Kakera to Hakugin no Agureemento (願いの欠片と白銀の契約者) | Propeller                 |
| Princess Evangile W Happiness                                                                                    | Purinsesu Evanjīru W Hapinesu (プリンセスエヴァンジールWハピネス) | Moonstone                 |
| Hadaka Shitsuji - Naked Butlers                                                                                  | Hadaka Shitsuji (裸執事) | Mada Labo                 |
| Kuroinu - Chapter 2                                                                                              | Kuroinu ~Kedakaki Seijo wa Hakudaku ni Somaru~ (黒獣～気高き聖女は白濁に染まる～)                                                                                       | Liquid                    |
| Imouto Paradise 2                                                                                                | Imouto Paradise! 2: Onii-chan to Go nin no Imouto no Motto! Ecchi Shimakuri na Mainichi (妹ぱらだいす！2 ～お兄ちゃんと5人の妹のも～っと！エッチしまくりな毎日～)       | Moonstone Cherry          |
| Kuroinu - Chapter 3                                                                                              | Kuroinu ~Kedakaki Seijo wa Hakudaku ni Somaru~ (黒獣～気高き聖女は白濁に染まる～)                                                                                       | Liquid                    |
| Evenicle | Ibunikuru (イブニクル) | AliceSoft                 |
| Trinoline | Torino Line (トリノライン) | Minori                    |
| The Expression Amrilato                                                                                          | Kotonoha Amurirāto (ことのはアムリラート) | SukeraSparo               |
| Sengoku Rance | Sengoku Rance (戦国ランス) | AliceSoft                 |
| Hashihime of the Old Book Town                                                                                   | Koshotengai no Hashihime (古書店街の橋姫) | ADELTA                    |
| Bokuten – Why I Became an Angel                                                                                  | Boku ga Tenshi ni Natta Wake (僕が天使になった理由) | Overdrive                 |
| OshiRabu: Waifus Over Husbandos                                                                                  | Oshi no Love yori Koi no Love (推しのラブより恋のラブ) | SukeraSomero              |
| Making＊Lovers                                                                                                   | Making＊Lovers | SMEE                      |
| Beat Angel Escalayer R                                                                                           | Chōkō Tenshi Esukareiyā Ribūto (超昂天使エスカレイヤー・リブート) | AliceSoft                 |
| Room No. 9 | Room No. 9 | parade                    |
| Rance 01 -Quest for Hikari- & Rance 02 -The Rebellious Maidens-                                                  | Rance 01: Hikari o Motomete (ランス01 光をもとめて) / Rance 02 Kai: Hangyaku no Shoujo-tachi (ランス02改 反逆の少女たち)                                                | AliceSoft                 |
| Rance Quest Magnum                                                                                               | Rance Quest Magnum (ランス・クエスト マグナム) | AliceSoft                 |
| OshiRabu: Waifus Over Husbandos～Love or die～                                                                   | Oshi no Love yori Koi no Love ~Love or Die~ (推しのラブより恋のラブ ～ラブ・オア・ダイ～)                                                                               | SukeraSparo               |
| Love Sweets | Love Sweets | Moonstone                 |
| Erovoice | Ero Voice! H na Voice de Icha Love Success ♪ (えろぼいす！ Hなボイスでいちゃラブサクセス♪)                                                                              | CLOCKUP                   |
| UUUltraC | Uuultra C (ウウウルトラC) | ADELTA                    |
| Seventh Lair | Seventh Coat (セブンスコート) | Novect                    |
| The Patient S Remedy                                                                                             | Kanja S no Kyuusai (患者Ｓの救済) | Mada Labo                 |
| The Future Radio and the Artificial Pigeons                                                                      | Mirai Radio to Jinkou-bato (未来ラジオと人工鳩) | Laplacian                 |
| Nightmare x Onmyoji                                                                                              | Nightmare x Onmyoji ~Kindan no Paradox~ (Nightmare×Onmyoji～禁断のパラドックス～)                                                                                       | Guilty Nightmare Project  |
| Sona-Nyl of the Violet Shadows                                                                                   | Nightmare x Onmyoji ~Kindan no Paradox~ (紫影のソナーニル ～What a beautiful memorie～)                                                                                 | Liar-soft                 |
| Rance IX - The Helmanian Revolution                                                                              | Rance IX - Helman Kakumei - (ランスIX－ヘルマン革命－) | AliceSoft                 |
| Lkyt. | Lkyt. | parade                    |
| Rance 03 - The Fall of Leazas                                                                                    | Rance 03 - Leazas Kanraku (ランス03 リーザス陥落) | AliceSoft                 |
| Luckydog1 | Luckydog1 | Tennenouji                |